# Charles Oudinot
Tenente-General Charles Nicolas Victor Oudinot, segundo duque de Reggio' (Bar-le-Duc, 3 de novembro de 1791 – Bar-le-Duc, 7 de junho de 1863), foi um militar francês.
Filho mais velho do marechal de Napoleão I, Nicolas-Charles Oudinot em seu primeiro casamento, com Charlotte Derlin. Serviu nas campanhas tardias de Napoleão, 1809–1814, sendo promovido a major em 1814 por sua conduta. Depois de sua aposentadoria, nos primeiros anos da Restauração francesa comandou a escola de cavalaria em Saumur (1822–1830) e foi inspetor geral de cavalaria (1836–1848). 
Oudinot é mais conhecido como comandante da expedição francesa que cercou e tomou Roma , em 1849, esmagando a breve República Romana, restabelecendo o poder temporal do Papa Pio IX.  Publicou depois um relato dos acontecimentos com a visão francesa,  Em 25 de abril, comandava de oito a dez mil soldados franceses que desembarcaram em Civitavecchia, na costa noroeste de Roma. Enviou uma equipe oficial para no dia seguinte encontrar-se com Giuseppe Mazzini com uma mensagem de que o papa seria restabelecido ao poder.  A Assembleia Revolucionária Romana, em meio a gritos de "Guerra! Guerra!", autorizou Mazzini a resistir aos franceses pela força das armas.  Mas, apesar da exortação das tropas de Garibaldi, Mazzini resistiu a acompanhar as suas vantagens, já que ele não esperava um ataque francês, mas sim que a República Romana pudesse se aliar à República Francesa. Os prisioneiros franceses eram tratados como ospiti della guerra e enviados de volta com folhetos republicanos. Como resultado, Oudinot foi capaz de reagrupar seu exército e aguardar reforços.  Uma carta de Luís Napoleão incentivou Oudinot e garantiu-lhe reforços franceses. O exército francês prevaleceu em 29 de junho. 
Depois do golpe de estado de Luís Napoleão, em 2 de dezembro de 1851, quando tomou um papel preponderante na defesa da Segunda República Francesa, aposentou-se da vida militar e política, permanecendo em Paris.
Também escreveu diversos trabalhos sobre temas militares:
- Aperçu historique sur la dignité de marechal de France (1833);
- Considérations sur les ordres militaires de Saint Louis, &c. (1833);
- L'Emploi des troupes aux grands travaux d'utilité publique (1839);
- De la Cavalerie el du casernement des troupes à cheval (1840);
- Des Remontes de I'armée (1840).